# 戈亚斯州圣特雷扎
戈亚斯州圣特雷扎（葡萄牙語：Santa Tereza de Goiás）是巴西戈亚斯州的一个市镇。总面积794.553平方公里，总人口4398人，人口密度5.5人/平方公里。